# Pseudanthura lateralis
Pseudanthura lateralis is een pissebed uit de familie Paranthuridae. De wetenschappelijke naam van de soort is voor het eerst geldig gepubliceerd in 1911 door John Richardson.